# Нефритический синдром
Нефритический синдром — симптомокомплекс, развивающийся на фоне воспалительных заболеваний почек. Синдром характеризуется появлением эритроцитов в моче (макрогематурия), белка (протеинурия), повышением артериального давления и формированием периферических отеков мягких тканей. Нефритический синдром — один из синдромов, указывающий на наличие гломерулонефрита у человека.

## Клиническая картина
Классические признаки нефритического синдрома:
- Гематурия (кровь в моче)
- Макрогематурия
- Отеки конечностей и лица
- Артериальная гипертензия
- Гипокомплементемия
- Олигоанурия

К неспецифическим относят:
- Тошнота, рвота, слабость и как следствие развитие анорексии.
- Головные боли
- Боли в пояснице или в животе
- Скарлатина или импетиго
- Повышение массы тела
- В очень редких случаях возможно повышение температуры

## Этиология
В большинстве случаев толчком к развитию синдрома служит инфекционный процесс, обусловленный деятельностью болезнетворных бактерий и вирусов.
Факторы, провоцирующие развитие острого нефритического синдрома:
- Различные заболевания почек: болезнь Берже, мезангиокапиллярный гломерулонефрит и т. д.
- Системные заболевания: системная красная волчанка, болезнь Шёнлайна-Геноха, васкулит, наследственный лёгочно-почечный синдром (синдром Гудпасчера).
- Внешние причины, например: введение различных сывороток или вакцин, облучение, синдром Гиена-Барре и т. д.
- Вирусные инфекции: гепатит B, инфекционный мононуклеоз, вирусы Коксаки, эпидемический паротит, ветряная оспа, эховирусы и так далее.
- Бактериальные инфекции: сепсис, брюшной тиф, эндокардит, пневмококковая или менингококковая инфекции и прочие.

## Лечение
Так как нефритический синдром является лишь составной частью патологического процесса лечение осуществляется за счет устранения основного заболевания.